# Shukurbeyli-moskee
De Shukurbeyli-moskee is een voormalige sjiitische moskee in Jerevan, de hoofdstad van Armenië.
Na de verovering van het Erivan-fort in 1827 door de Russische troepen, werd het interieur van het moskeegebouw veranderd en omgedoopt tot de Kerk van de Heilige Moeder van God. De Shukurbeyli-moskee functioneert sindsdien als een Russisch-orthodoxe kerk.